# Heinz Troll
Heinz Troll (* 2. Mai 1939 in Ansbach; † 20. Dezember 2020 in Philippsburg) war ein deutscher Politiker (REP).

## Beruflicher Werdegang
Troll besuchte die Volksschule in Ansbach und erlernte anschließend den Beruf des Metzgers. Von 1957 bis 1969 leistete er Militärdienst bei der Bundeswehr. 1968 und 1969 besuchte er die Bundeswehrfachschule in Karlsruhe. Von 1969 bis 1991 arbeitete Troll als Polizeibeamter in Baden-Württemberg.

## Politische Karriere
Troll war Kreisvorsitzender der Republikaner im Kreisverband Karlsruhe seit 1988. Weiter war er von 1989 bis 1999 Mitglied des Kreistags Karlsruhe sowie Stadtrat in Philippsburg. Vom 24. April 1992 bis zum 31. Mai 2001 war Troll Mitglied des Landtages von Baden-Württemberg. Er hatte ein Zweitmandat im Wahlkreis Bruchsal inne.